# Allamaye Halina
Allamaye Halina (árabe: اللاماي هالينا; Gounou Gaya, 1 de janeiro de 1967), também conhecido como Al-Lamaye Halina, é um diplomata e estadista chadiano atual primeiro-ministro do Chade desde 23 de maio de 2024.

## Formação
Halina obteve o diploma de bacharel em história e geografia pela Universidade de N'Djamena em 1992. Posteriormente, ele continuou sua educação de pós-graduação no Instituto de Relações Internacionais de Camarões e obteve um mestrado em relações internacionais.

## Carreira política
Halina foi Chefe de Protocolo do Presidente Chadiano Idriss Déby de 2010 a 2023. Em 2023, ele foi nomeado Embaixador do Chade na China.
Em 23 de maio de 2024, após a posse do Presidente Mahamat Idriss Déby, Halina foi designado como primeiro-ministro do Chade.
Após sua nomeação como primeiro-ministro, vários analistas descreveram Halina como um técnico sem ambição política, que não competiria com o presidente Mahamat Idriss Déby. Halina permaneceu leal a Idriss Déby por um longo tempo, e Mahamat Idriss Déby o descreve como seu "irmão mais velho".
Em 13 de junho de 2024, Halina apresentou seu programa político ao Conselho Nacional de Transição. Entre as questões importantes, ele espera particularmente que até 2034, o Chade se torne independente em termos de energia e organize o torneio de futebol da Copa das Nações Africanas. Halina também anuncia seu desejo de abrir portos secos e zonas francas.